# PGC 41578
LEDA/PGC 41578 (auch NGC 4517A) ist eine Balken-Spiralgalaxie mit ausgedehnten Sternentstehungsgebieten vom Hubble-Typ SBdm im Sternbild Jungfrau auf der Ekliptik. Sie ist schätzungsweise 64 Millionen Lichtjahre von der Milchstraße entfernt und hat einen Durchmesser von rund 80.000 Lichtjahren.

Gemeinsam mit NGC 4517 bildet sie das isolierte Galaxienpaar KPG 344. Im selben Himmelsareal befindet sich u. a. die Galaxie NGC 4541.